# (21074) Rügen
(21074) Rugen, désignation internationale (21074) Rügen, est un astéroïde de la ceinture principale.

## Description
(21074) Rugen est un astéroïde de la ceinture principale. Il fut découvert le 12 septembre 1991 à Tautenburg par Freimut Börngen et Lutz Dieter Schmadel. Il présente une orbite caractérisée par un demi-grand axe de 2,47 UA, une excentricité de 0,12 et une inclinaison de 7,7° par rapport à l'écliptique.

## Compléments